# Håkan Hallin
Håkan Börje Hallin, även kallad "Färjan-Håkan" samt "Baren-Håkan", född 13 november 1968 i Botkyrka, är svensk bartender och programledare, mest känd från dokusåpan Färjan.

## Biografi
Håkan Hallin är uppvuxen i Tumba och var under tonåren elitsimmare. Han har arbetat i barer i Grekland och på Kanarieöarna. Han har också försörjt sig som trubadur och stand-up-komiker. Håkan Hallin är mest känd för sin medverkan i olika dokusåpor. 2000 deltog han i dokusåpan Baren, Störst genomslag fick han när den populära dokusåpan Färjan drog igång 2008. Kvällstidningarna började namnge honom "Färjan-Håkan" och han blev en av seriens mest populära figurer. Kanal 5 sände också en serie, Håkans bar, där Hallin var huvudperson och programledare.